# Guido Chiriboga Parra
Guido Chiriboga Parra (Guayaquil, enero de 1935 - Ibídem, 31 de julio de 2015) fue un político ecuatoriano, hermano menor del ex-vicealcalde de Guayaquil, Luis Chiriboga Parra.

## Trayectoria
Entró a la política como concejal de Guayaquil. De la mano del partido Concentración de Fuerzas Populares, del expresidente Jaime Roldós Aguilera, resultó elegido prefecto provincial del Guayas luego del retorno a la democracia. Ocupó el puesto de 1978 a 1984. También fue Intendente de Bancos.
Fue nombrado gobernador del Guayas por el presidente Fabián Alarcón el 20 de junio de 1998 para los breves meses que faltaban de su presidencia, esto en reemplazo del Dr. Carlos Estarellas Merino, que dejó el cargo tras las controversiales denuncias de corrupción en su contra que existían en la intendencia de policía de la provincia.
El 22 de abril de 2005 retomó el cargo de gobernador del Guayas, luego de ser nombrado al puesto por el presidente Alfredo Palacio. Su paso por la gobernación fue criticado por instituciones a favor de los derechos humanos luego de poner en marcha el operativo permanente denominado «Caballero Rosa», que buscaba «erradicar la presencia de travestis y transexuales» del Barrio Orellana. El accionar de la policía durante este operativo fue criticado por la Defensoría del Pueblo y por la fundación Famivida, quienes exigieron respeto para las personas LGBT y detener los abusos policiales.
Chiriboga dejó el cargo de gobernador el 16 de agosto de 2006, para ocupar el puesto de delegado de la presidencia en la Corporación Eléctrica de Guayaquil.
Falleció el 31 de julio de 2015 en la ciudad de Guayaquil.